# عفيفة جالة
عفيفة جالة (بالتركية: Afife Jale)‏ (1902 - 1941) هي ممثلة مسرحية تركية عُرفت بأنها أول ممثلة تركية مسلمة في المسرح التركي.

## حياتها
وُلدت عفيفة عام 1902 لعائلة من الطبقة المتوسطة في منطقة قاضي كوي بمدينة إسطنبول عاصمة الدولة العثمانية آنذاك. والدها كان يدعى "هدايت" ووالدتها "مدحية" إضافة إلى أختها "بهية" وأخيها "صلاح".
كانت عفيفة طالبة في مدرسة إسطنبول الصناعية التعليمية، لكنها أرادت دائماً أن تصير ممثلة مسرحية بيد أن قوانين الدولة العثمانية كانت تحظر تمثيل النساء إلا في مناسبات خاصة بالنساء فقط. تم قبول عفيفة في المعهد الوطني للموسيقى قسم المسرح عام 1918، كما كانت من بين 5 ممثلات فقط تم قبولهن في المعهد، لكن والدها هدايت كان ضد تمثيلها في المسارح؛ لذا اضطرت عفيفة للهروب من المنزل لتحقيق حلمها.

## مسيرتها المهنية
| المسرح هو من صنعني، وأنا موجودة فقط طالما هو موجود |
| —عفيفة جالة                                        |

كانت عفيفة أمام تحدٍ كبير لخوض مهنة التمثيل، فقد كان التمثيل محظور على النساء التركيات المسلمات أمام العامة، لكن كان يُسمح للعرقيات الأخرى أمثال اليونانيات والأرمينيات بالإضافة إلى اليهوديات. كما اختارت اسم "جالة" ليكون اسمها الفني في المسرح.
في 22 أبريل 1920 شاركت عفيفة في مسرحية يامالار (بالعربية: البقع) من إخراج حسين سوات، وبرعت في أداء دور "أمل"، استمرت المسرحية في العرض لعدة أيام قبل أن تثير ردود فعل غاضبة وتأتي الشرطة لاعتقالها، لكن جالة تمكنت من الهرب قبل وصول الشرطة إليها وذلك بمساعدة ممثلة أرمينية كانت تعمل معها في نفس المسرح.
بعد هذه الحادثة قام مسرح دار البادية -وهو المسرح الرسمي في إسطنبول- بإيقاف عفيفة جالة عن العمل وذلك عام 1921. تأثرت عفيفة كثيراً بذلك القرار مما أدى إلى تدهور حياتها ولجوئها إلى المخدرات.

## زواجها
تزوجت جالة من الملحن صلاح الدين بنار عام 1929 حيث قابلته في حفل موسيقي، واستمر زواجهما ست سنوات لكن بسبب إدمان عفيفة على المخدرات لم يستطع بنار الاستمرار وقام بالانفصال عنها، مما انعكس أيضاً في واحدة من أشهر أغنياته: "كيف وقعت في حب هذه السيدة التي بلا رحمة؟".

## وفاتها
إدمان جالة على مخدر المورفين دمر حياتها كلياً، ومع سقوط الخلافة العثمانية وقيام الجمهورية التركية تم السماح للنساء بالتمثيل على المسارح بقرار من المؤسس مصطفى كمال أتاتورك والذي استغرب عدم وجود أي امرأة تركية على خشبة المسرح. ولكن تدهور صحة عفيفة جالة حال دون عودتها إلى التمثيل في عيد الجمهورية.
وفي 24 يوليو 1941 توفيت عفيفة جالة عن عمر ناهز 39 عاماً وذلك بعد جرعة مورفين أعطاها إياها أحد الصيادلة.
ورغم اعتماد بديعة موحد كأول ممثلة تركية في عهد الجمهورية، إلا أن عفيفة جالة هي من فتحت باب التمثيل أمام النساء في تركيا ودفعت وحدها الثمن غالياً.